# Krynki (gromada)
Krynki – dawna gromada, czyli najmniejsza jednostka podziału terytorialnego Polskiej Rzeczypospolitej Ludowej w latach 1954–1972.
Gromady, z gromadzkimi radami narodowymi (GRN) jako organami władzy najniższego stopnia na wsi, funkcjonowały od reformy reorganizującej administrację wiejską przeprowadzonej jesienią 1954 do momentu ich zniesienia z dniem 1 stycznia 1973, tym samym wypierając organizację gminną w latach 1954–1972.
Gromadę Krynki z siedzibą GRN w Krynkach utworzono – jako jedną z 8759 gromad – w powiecie sokólskim w woj. białostockim, na mocy uchwały nr 22/V WRN w Białymstoku z dnia 4 października 1954. W skład jednostki weszły obszary dotychczasowej gromady Krynki oraz miejscowości Rachowik kolonia z dotychczasowej gromady Ozierskie ze zniesionej gminy Krynki w tymże powiecie. Dla gromady ustalono 27 członków gromadzkiej rady narodowej.
1 stycznia 1958 do gromady Krynki przyłączono część obszaru zniesionej gromady Pierożki (wieś Jurowlany).
31 grudnia 1959 do gromady Krynki przyłączono wieś Ozierskie ze zniesionej gromady Ostrów Południowy.
1 stycznia 1972 do gromady Krynki przyłączono wsie Górany, Nowa Grzybowszczyzna, Stara Grzybowszczyzna, Leszczany, Ostrów Południowy, Nowa Świdziałówka ze zniesionej gromady Górany.
Gromada przetrwała do końca 1972 roku, czyli do kolejnej reformy gminnej. Z dniem 1 stycznia 1973 roku reaktywowano gminę Krynki.